# Geo-IK-2
Geo-IK-2  ou Mousson-2 est une famille de satellites géodésiques russes dont le premier exemplaire a été lancé en 2011. Il s'agit de la troisième génération de satellites géodésiques qui a pris la suite de la série des Geo-IK.

## Historique
Les satellites géodésiques russes de la série Geo-IK-2 prennent la suite des Geo-IK qui étaient la deuxième génération de satellites géodésiques soviétiques déployés entre 1981 et 1984. Comme leurs prédécesseurs, ils sont utilisés pour mesurer avec précision la forme du champ gravitationnel terrestre et établir un système de coordonnées géodésiques plus précis. Les satellites sont fabriqués par ISS Reshetnev constructeur des précédentes séries. Le premier satellite de la série est placé en orbite le 1er février 2011 par un lanceur Rokot-KM qui décolle depuis le cosmodrome de Plessetsk. Mais la défaillance de la fusée (la deuxième mise à feu de l'étage Briz-M n'a pas lieu) le place sur une orbite trop basse (319 x 1053 km au lieu de 1000 x 1000 km) pour permettre un usage opérationnel. Un deuxième satellite est lancé avec succès le 4 juin 2016 et un troisième le 30 août 2019. Ce dernier permet de disposer d'une constellation opérationnelle,,.

## Caractéristiques techniques
Le satellite Geo-IK-2, d'une masse d'environ 900 kg, utilise de nombreux composants issus de la série des GLONASS-M comme le système de production d'énergie et la propulsion. La plateforme est un cylindre pressurisé de 1,3 mètre de diamètre. Le satellite est stabilisé 3 axes. La régulation thermique repose notamment sur des persiennes mobiles qui évacuent quand c'est nécessaire la chaleur. Les panneaux solaires sont fixes. L'instrument principal est l'altimètre laser Sadko fourni par Thales Alenia Space. Celui-ci dérive de l'altimètre Poséidon-2 installé à bord du satellite océanographique Jason-1. Geo-IK-2 dispose également d'un récepteur Doppler et d'un rétro réflecteur laser,.

## Lancements
| Désignation | Date de lancement | Base de lancement | Lanceur  | Identifiant COSPAR | Orbite                  | Commentaire      |
| ----------- | ----------------- | ----------------- | -------- | ------------------ | ----------------------- | ---------------- |
| Cosmos 2470 | 1er février 2011  | Plessetsk         | Rokot-KM | 2011-005A          | -                       | Échec du lanceur |
| Cosmos 2517 | 4 juin 2016       | Plessetsk         | Rokot-KM | 2016-034A          | 936 km × 961 km, 99.28° |                  |
| Cosmos 2540 | 30 août 2019      | Plessetsk         | Rokot-KM | 2019-057A          |                         |                  |